# 同方友友
同方友友控股有限公司，前身「真明麗控股有限公司」（Neo-Neon Holdings Limited，港交所：1868、臺證所：911868）成立於1979年，由台灣企業家樊邦弘創辦，是全球最大的燈飾製造商之一，業務為代理及生產燈飾，2006年於香港交易所上市，現已回臺灣發行臺灣存託憑證（TDR）。總部設在香港，廠房則在廣東鶴山。
2017年12月14日同方友友旗下同方證券管理的同方併購基金以39.7億人民幣完成收購兩直播平台北京飛流九天科技有限公司（即「飛流移動」）80%和思享時代(北京)科技有限公司（即「秀色直播」）65%的股份。然而北京工商信息查询https://web.archive.org/web/20170413220159/http://qyxy.baic.gov.cn/ 显示以上两家公司并未过户至同方证券或其相关方名下。

同方友友公布，出售2間附屬公司全部股權，涉及中國鶴山市的多幅地塊，代價為3.93億元人民幣(下同)，公司預期出售事項產生收益淨額約為284萬元。 公司指，自2017年起，集團一直與鶴山市工業城管委會合作，通過將集團於中國的生產基地改造為一處科技園區同方科技城，發展及擴張鶴山市工業城的電子信息產業及LED照明產業。 作為改造工程的一部分及對同方科技城的補充開發，計劃將於地塊建造若干住宅物業。集團無意自行開發住宅物業，因此建議向獨立第三方開發商出售目標公司，變現地塊價值。

## 外部連結
- 同方友友控股有限公司 (英文)* 同方友友控股有限公司 (中文)
- （页面存档备份，存于）
- 广东银雨芯片半导体有限公司